# 게리 러브컨
게리 브루스 러브컨(영어: Gary Bruce Ruvkun, 1952년 3월 26일~)은 미국의 생물학자이다. 현재 하버드 의학전문대학원 교수를 맡고 있다. 마이크로 RNA와 그 전사 후 유전자 조절에서의 역할의 발견으로 2024년 빅터 앰브로스와 함께 노벨 생리학·의학상을 수상했다.

## 참고 문헌
1. ↑  Nobelförsamlingen (2024년 10월 7일). “Press release”. 《NobelPrize.org》. 2024년 10월 7일에 원본 문서에서 보존된 문서. 2024년 10월 8일에 확인함.